# Браверман, Суэлла
Сью-Эллен Кассиана «Суэлла» Браверман (англ. Sue-Ellen Cassiana "Suella" Braverman), урождённая Фернандеш (порт. Fernandes; род. 3 апреля 1980, Лондон) — британский юрист и политик, генеральный атторней Англии и Уэльса (2020—2022). Министр внутренних дел Великобритании (6 сентября — 19 октября 2022, 25 октября 2022 — 13 ноября 2023).

## Биография
Дочь иммигрантов из Кении и Маврикия (мать 45 лет работала медсестрой в системе государственного здравоохранения Великобритании). Сначала училась в государственной школе в Бренте, затем получила стипендию и продолжила обучение в частной школе для девочек в Харроу. Изучала право в Куинз-колледже Кембриджского университета, где возглавляла Консервативную ассоциацию, окончила магистратуру в университете Париж 1 Пантеон-Сорбонна. Была принята в нью-йоркскую коллегию адвокатов, затем десять лет занималась барристерской практикой в Великобритании.
В 2015 году избрана в Палату общин от округа Фэрем, заручившись поддержкой 56,1 % избирателей (сильнейший из соперников, кандидат Партии независимости Малькольм Джонс, получил только 15,4 %).
Выступала за выход Великобритании из Евросоюза и некоторое время возглавляла Европейскую исследовательскую группу, которая занималась проведением соответствующего законодательства через парламент. Являлась парламентским личным помощником министров финансов, затем — министра по выходу из ЕС, но в ноябре 2018 года ушла в отставку в знак несогласия с проектом соглашения между Великобританией и Евросоюзом, предложенным премьер-министром Терезой Мэй.
По итогам парламентских выборов в декабре 2019 года упрочила положение в своём округе — за неё проголосовали 63,7 % избирателей, а за оставшегося вторым лейбориста Мэттью Рэндалла — только 18,1 %.
13 февраля 2020 года назначена во втором кабинете Джонсона на должности генерального атторнея Англии и Уэльса и генерального юрисконсульта по Северной Ирландии.
2 марта 2021 года сообщила в своём Твиттере, что стала первым в истории членом Кабинета, ушедшим в отпуск по беременности, и намерена вернуться к исполнению своих обязанностей осенью (для этого парламент принял специальный закон; на время отсутствия Браверман её замещал Майкл Эллис). За несколько дней до серии кадровых перестановок в правительстве 15 сентября 2021 года вернулась на работу.
6 сентября 2022 года при формировании правительства Лиз Трасс получила портфель министра внутренних дел.
19 октября 2022 года подала в отставку, пробыв на посту 43 дня.
25 октября 2022 года по завершении правительственного кризиса был сформирован кабинет Риши Сунака, в котором Браверман вновь была назначена министром внутренних дел.
13 ноября 2023 года Сунак уволил Браверман с должности и назначил министром внутренних дел Джеймса Клеверли. По сообщениям прессы, причиной этого решения послужило выступление Суэллы Браверман против политики премьер-министра — несколькими днями ранее она опубликовала не согласованную с главой кабинета статью, в которой обвинила полицию в двойных стандартах при поддержании общественного порядка во время произраильских и пропалестинских общественно-политических мероприятий — по утверждению Браверман, к первым полиция относилась жёстче, чем ко вторым.
15 ноября 2023 года Верховный суд Великобритании вынес решение о незаконности подготовленного в период министерства Браверман плана направления в лагеря на территории Руанды нелегальных мигрантов — соискателей политического убежища в Великобритании, поскольку он противоречит международному праву. Тем не менее, Браверман подтвердила прессе своё прежнее мнение о его необходимости и высказалась в пользу приоритета британского законодательства.

## Личная жизнь
Муж (с 2018) — Раэл Браверман, менеджер. У них двое детей: сын (р. 2019) и дочь (р. 2021).
Браверман посещает Лондонский буддистский центр, принадлежащий одной из крупнейших буддийских общин — Триратна, против которой неоднократно выдвигались обвинения в применении сексуального насилия.